# Fujiwara no Asatada

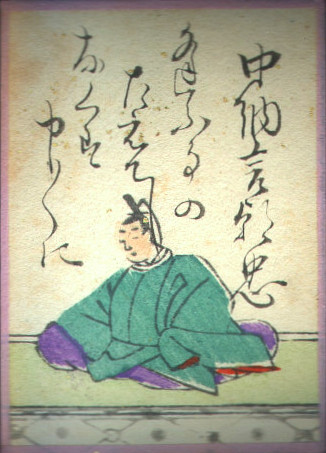
Fujiwara no Asatada, dall'Ogura Hyakunin Isshu.

Fujiwara no Asatada (藤原 朝忠, anche 中納言朝忠, Chunagon Asatada; 910 – 19 gennaio 966) è stato un poeta giapponese waka del medio periodo Heian.

## Biografia
Quinto figlio di Fujiwara no Sadakata, è stato riconosciuto come membro dei Trentasei Immortali della Poesia e una delle sue poesie è inclusa nella famosa antologia Hyakunin isshu.
Oltre alla poesia era bravo a suonare lo sho (uno strumento musicale giapponese ad ancia libera).
Le poesie di Asatada sono incluse in diverse antologie di poesie ufficiali dal Gosen Wakashū in poi. Rimane anche una collezione personale nota come Asatadashū.